# Acmaeodera tiquilia
Acmaeodera tiquilia är en skalbaggsart som beskrevs av Frederic Westcott och Barr 1998. Acmaeodera tiquilia ingår i släktet Acmaeodera och familjen praktbaggar. Inga underarter finns listade i Catalogue of Life.